# N379 (België)
De N379 is een Gewestweg in België aan de rand van de plaats Ieper. De weg verbindt de N8 met elkaar als een randweg aan de noordkant van Ieper. De N8 zelf gaat door het centrum van Ieper heen. De weg heeft een lengte van ongeveer 2 kilometer.
De weg bestaat meestal uit twee rijstroken voor beide rijrichtingen samen. Het deel tussen de slachthuisstraat en de Grote Markt is eenrichtingverkeer.